# Snarfing
In campo informatico, lo snarfing consiste nel furto di informazioni e nella manipolazione di dati effettuata mediante una tecnologia senza-fili, in reti locali (→ WLAN). La parola snarf probabilmente è un portmanteau tra snort e scarf e deriva da una forma piuttosto malvagia di sniffing. È anche estremamente probabile che il termine sia stato coniato da alcuni personaggi della cultura popolare americana.
Nelle serie televisive animate statunitensi Thundercats (1980's) e Trollz (anni Duemila) ci sono alcuni personaggi chiamati "Snarf".  Nelle tradizioni di Thundercats, Snarf, un'intelligente creatura a forma di gatto nella corsa di Snarf e serviva come una fedele mascot sia Lion-O che l'altro ThunderCats.  Mentre uno snarf è incapace del male, i loro virtuosi attributi hanno maggior peso delle loro propensioni ad essere curiosi e annoianti (quindi, uno che "snarfa" è curioso e annoiante). Nella tradizione Trollz, Lo Snarf è di solito un piccolo cane con un olfatto molto sensibile ma che a volte viene colpito da un fortissimo senso di fame, per soddisfare la quale è in grado di superare grandi ostacoli. Per esempio: una creatura a forma di cane che è un malvagio sniffatore.
Trasferendo il concetto nell'ambito informatico, snarfing significa che dispositivi senza-fili possono essere individuati e possono essere attaccati sfruttando la vulnerabilità.
Lo "snarfer" può simulare un internet exchange point per mezzo di un attacco man-in-the-middle, per esempio, e raccogliendo informazioni o dati. Quando lo Snarfing riguarda prevalentemente dispositivi Bluetooth assume il termine di bluesnarfing. Lo Snarfing può essere impedito o può esserne drasticamente ridotto il rischio, mediante appropriate misure di sicurezza sia hard- che software.